# Tosättfjorden
Tosättfjorden är en sjö i Älvdalens kommun i Dalarna och ingår i Dalälvens huvudavrinningsområde. Sjön har en area på 0,383 kvadratkilometer och ligger 642,1 meter över havet. Sjön avvattnas av vattendraget Borgan.

## Delavrinningsområde
Tosättfjorden ingår i det delavrinningsområde (685962-132287) som SMHI kallar för Utloppet av Tosättfjorden. Medelhöjden är 643 meter över havet och ytan är 0,78 kvadratkilometer. Räknas de 23 avrinningsområdena uppströms in blir den ackumulerade arean 177,63 kvadratkilometer. Borgan som avvattnar avrinningsområdet har biflödesordning 2, vilket innebär att vattnet flödar genom totalt 2 vattendrag innan det når havet efter 499 kilometer. Avrinningsområdet består mestadels av skog (41 procent). Avrinningsområdet har 0,37 kvadratkilometer vattenytor vilket ger det en sjöprocent på 47,6 procent.